# 66 (عدد)
66 (ستة وستين)  هو عدد طبيعي يلي العدد 65 ويسبق العدد 67.